# Nazionale maschile di pallavolo dell'India
La nazionale maschile di pallavolo dell'India è una squadra asiatica e oceaniana composta dai migliori giocatori di pallavolo dell'India ed è posta sotto l'egida della Federazione pallavolistica dell'India.

## Risultati

### Competizioni FIVB
| 1949 | non qualificata | -            |
| 1952 | 8º posto        | Convocazioni |
| 1956 | 21º posto       | Convocazioni |
| 1960 | non qualificata | -            |
| 1962 | non qualificata | -            |
| 1966 | non qualificata | -            |
| 1970 | non qualificata | -            |
| 1974 | non qualificata | -            |
| 1978 | non qualificata | -            |
| 1982 | non qualificata | -            |
| 1986 | non qualificata | -            |
| 1990 | non qualificata | -            |
| 1994 | non qualificata | -            |
| 1998 | non qualificata | -            |
| 2002 | non qualificata | -            |
| 2006 | non qualificata | -            |
| 2010 | non qualificata | -            |
| 2014 | non qualificata | -            |
| 2018 | non qualificata | -            |
| 2022 | non qualificata | -            |

### Competizioni AVC
| 1975 | non qualificata | -            |
| 1979 | 5º posto        | Convocazioni |
| 1983 | 5º posto        | Convocazioni |
| 1987 | 5º posto        | Convocazioni |
| 1989 | 6º posto        | Convocazioni |
| 1991 | 10º posto       | Convocazioni |
| 1993 | 9º posto        | Convocazioni |
| 1995 | non qualificata | -            |
| 1997 | 9º posto        | Convocazioni |
| 1999 | 9º posto        | Convocazioni |
| 2001 | 7º posto        | Convocazioni |
| 2003 | 5º posto        | Convocazioni |
| 2005 | 4º posto        | Convocazioni |
| 2007 | 9º posto        | Convocazioni |
| 2009 | 9º posto        | Convocazioni |
| 2011 | 6º posto        | Convocazioni |
| 2013 | 7º posto        | Convocazioni |
| 2015 | 11º posto       | Convocazioni |
| 2017 | non qualificata | -            |
| 2019 | 8º posto        | Convocazioni |
| 2021 | 9º posto        | Convocazioni |
| 2023 | 11º posto       | Convocazioni |